# Utivarachna fronto
Utivarachna fronto là một loài nhện trong họ Trachelidae.
Loài này thuộc chi Utivarachna. Utivarachna fronto được Eugène Simon miêu tả năm 1906.